# Cludius’ Borsdorfer (manzana)
Cludius’ Borsdorfer es el nombre de una variedad cultivar de manzano (Malus domestica). 
Una variedad de manzana cultivada, que pertenece al grupo de manzanas alemanas de la herencia denominadas Borsdorfer, destaca por su larga vida útil y sabor consistente sin marchitarse. La variedad se utiliza como manzana de mesa y cocina.

## Sinonimia
- "Cludius’ grüner Borsdorfer".

## Historia

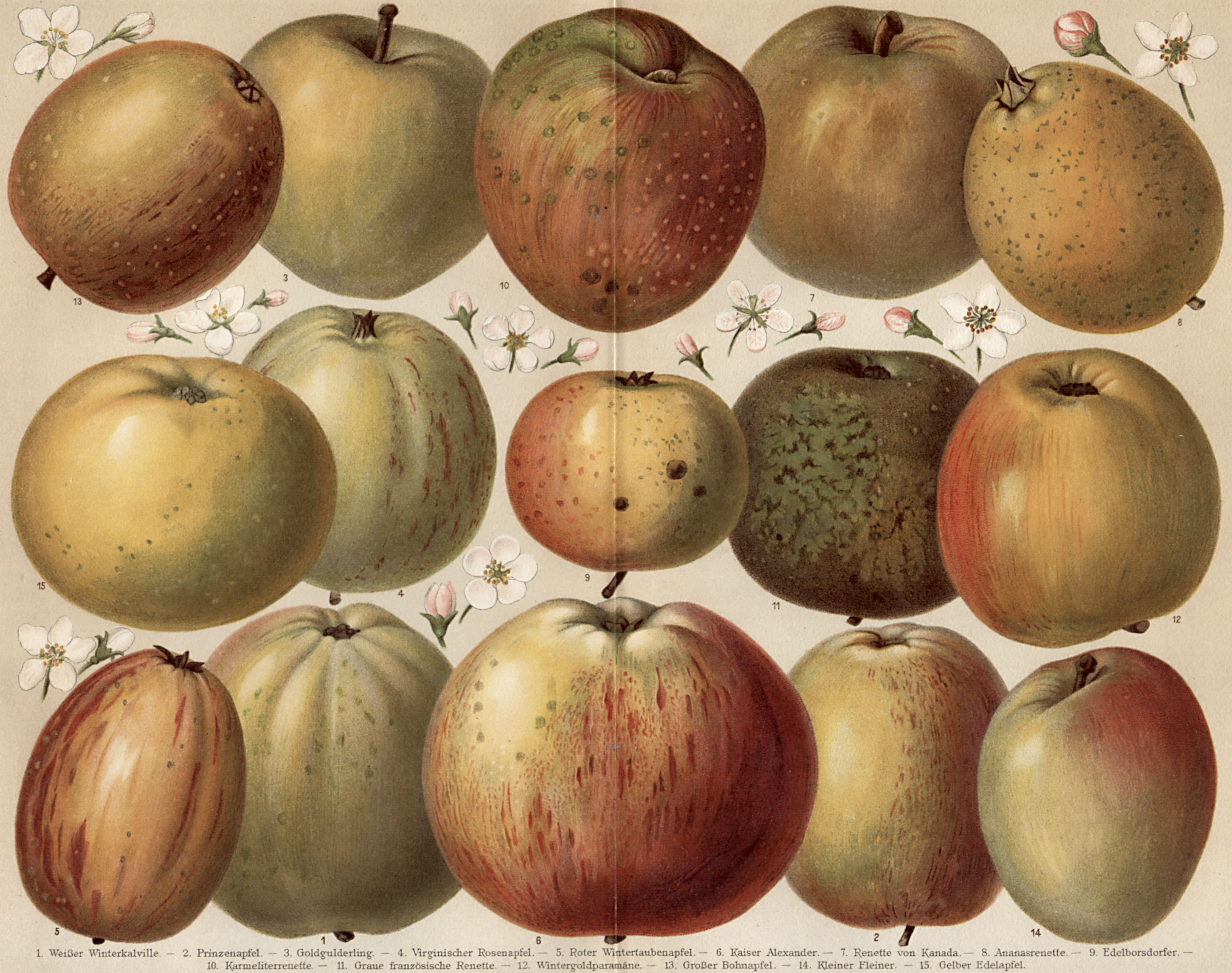
Variedades de manzana según el sistema pomológico de Diel-Lucas.

'Cludius’ Borsdorfer' cultivado por el teólogo alemán Hermann Heimart Cludius en Hildesheim Hannover a principios del siglo XIX. Anunciado por primera vez en 1833 por Adrian Diel. El nombre de "Cludius" fue atribuido por Johann von Oberdieck en 1868. Se cultivó ampliamente en Austria y el sur de Alemania y todavía se puede encontrar en huertos dispersos de ambos países.
Luego la variedad se presenta en 1875 en el "Illustrirten Handbuch der Obstkunde" ("Manual ilustrado de la ciencia de las frutas"). Oberdieck, Lucas & Jahn sugieren allí que la variedad es una plántula accidental y que el nombre deriva de la ubicación de "Borsdorf", posiblemente el lugar del descubrimiento o porque fue ampliamente cultivada en esa zona.

## Características
'Cludius’ Borsdorfer' es un árbol que crece moderadamente y se vuelve de tamaño mediano con una amplia copa piramidal. Se le describe como saludable y fértil; la variedad  es robusta, resistente y suficientemente resistente a las heladas, sin embargo, se prefieren las ubicaciones abiertas al viento.
'Cludius’ Borsdorfer' tiene una talla de fruto mediano;forma del fruto cónico truncado, con el contorno ligeramente irregular;con nervaduras ausentes, y con corona ausente; epidermis cuya piel es ligeramente rugosa, fina, con un color de fondo de amarillo claro, que muestra a menudo un color rojo en la cara expuesta al sol y algunas lenticelas, presenta algunos mechones marrón de ruginoso-"russeting", ruginoso-"russeting" (pardeamiento áspero superficial que presentan algunas variedades) débil.
Las manzanas se consideran una variedad de invierno. Su tiempo de recogida de cosecha se inicia a mediados de octubre. Se mantiene bien en frío con una duración de dos a tres meses, tiempo después del cual pierde gradualmente sus finos aromas.

## Usos
Una buena manzana de uso de postre fresca en mesa, y también buena manzana de cocina para pastelería.